# Nadia Labrie

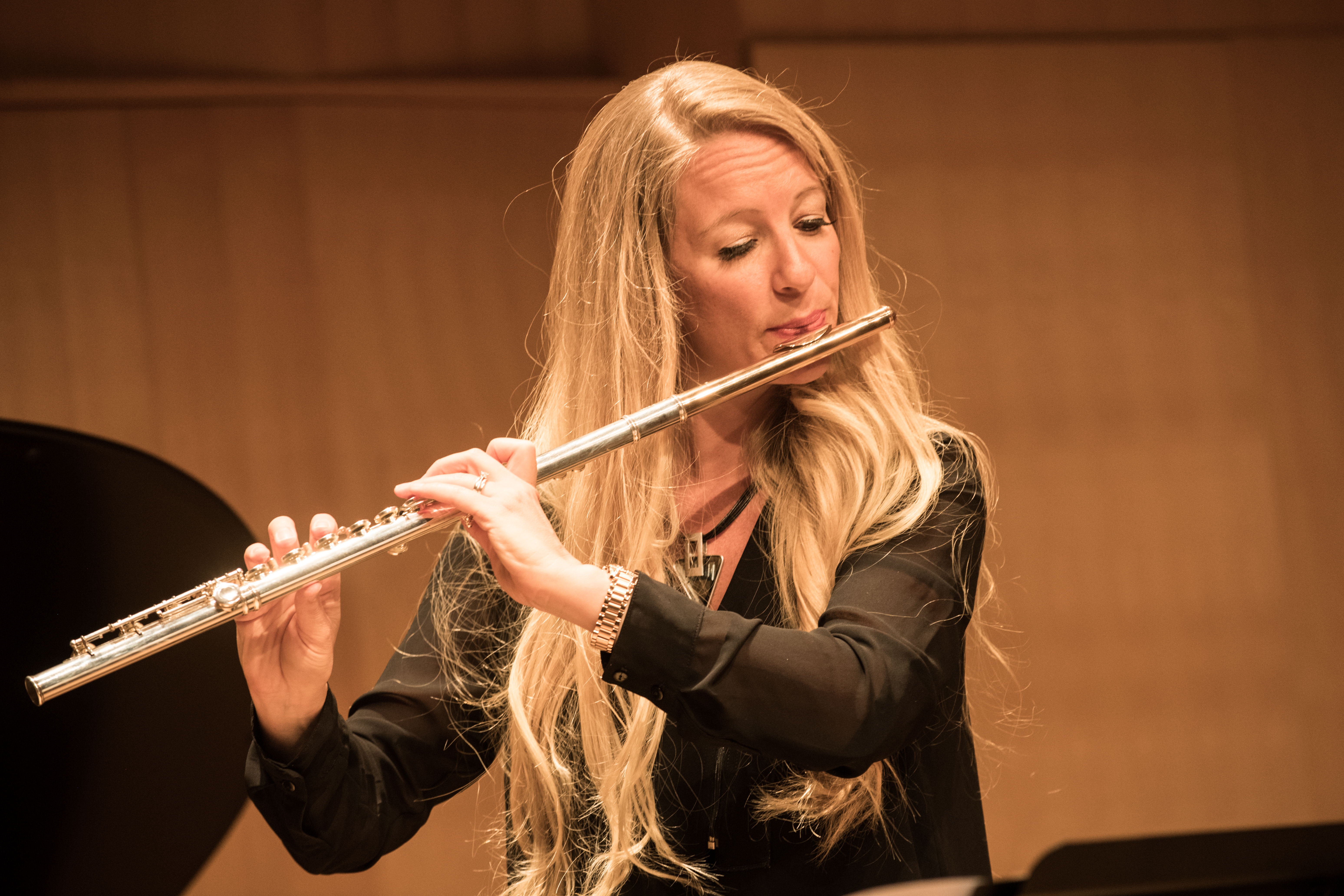
Nadia Labrie (2018)

Nadia Labrie (* 1977 in Montreal) ist eine kanadische Flötistin, die als eines der Mitglieder des Duos Similia mit ihrer Zwillingsschwester Annie bekannt ist.

## Schulung
Sie studierte am Conservatoire de musique du Québec in Rimouski, wo sie den Grand Prix mit Auszeichnung erhielt und machte ihren Master an der Université de Montréal.
Am Conservatoire de musique war sie Schülerin von Richard Lapointe und an der Université de Montréal wurde sie von Lise Daoust gefördert.

## Karriere
Sie begann ihre Karriere als Solistin mit dem Orchestre symphonique de l’Estuaire, nachdem sie den ersten Solistenwettbewerb des Orchesters gewonnen hatte. 1994 gründete sie mit den vier Flötistinnen Annie Laflamme, Pascale Labrie und Geneviève Landry das Syrinx Quartett. Sie hat mehrere Fortgeschrittenenkurse bei großen Meistern wie Patrick Gallois, Geneviève Amar und Emmanuel Pahud belegt. Sie nahm auch an einem Meisterkurs mit Timothy Hutchins und Robert Langevin teil. Anschließend unterschrieb sie mit ihrer Schwester einen Vertrag mit dem Plattenlabel Analekta für das Duo Similia.
Im März 1998 gründeten Nadia Labrie und ihre Schwester Annie das Duo Similia für Flöte und Gitarre und nahmen mehrere Alben auf. Zusammen haben sie über 500 Konzerte in 13 Ländern gegeben.

## Musikinstrumente
- 14K Goldflöte / Flûte en or 14 Karat: WM. S. Haynes Co.
- 14K Gold und Grenadillflöte Verne Q Powell
- Altflöte WM. S. Haynes Co
- Zentner Piccoloflöte in Ebenholz

### Weinlese-Flöten

#### Barockflöte
- Th. Stanesby Junior A=415 Hz
- C. Palanca A=415 Hz

#### Klassische Flöte
- A. Grenser A= 430 Hz und A=442 Hz

## Diskographie

### Similia
- 2007 Dolce Vita
- 2005 Fantasia (für Flöte und Gitarre)
- 2004 Nota Del Sol
- 2001 Cantabile

### Nadia Labrie
- 2018 Flûte Passion: Schubert
- 2020 Flûte Passion: Bach[2][3]
- 2021 Flûte Passion: Mozart

## Auszeichnungen und Ehrungen
- 1995: 2. Platz beim nationalen Finale des kanadischen Musikwettbewerbs
- 1995: Gewinnerin des Solistenwettbewerbs des Symphonieorchesters von Estuaire
- 1998: Medaille des Generalgouverneurs von Kanada
- 1998: Erster Preis mit großer Auszeichnung des Conservatoire de musique du Québec
- 2004: Félix Instrumentalalbum – Gala de l’ADISQ: Similia Nota del Sol
- 2005: Auszeichnung Relève Citoyenne – Generalleutnant von Quebec